# Tipula mediocompressa
Tipula mediocompressa är en tvåvingeart som beskrevs av Alexander 1944. Tipula mediocompressa ingår i släktet Tipula och familjen storharkrankar. Inga underarter finns listade i Catalogue of Life.